# Because the Night (CO.RO.)
Because the Night è un singolo dei CO.RO. del 1992, cover dell'omonimo brano di Patti Smith. Al brano prese parte la cantante italiana Taleesa.
Because the Night ha venduto oltre 660 000 copie in tutto il mondo, ottenendo un notevole successo in Europa.

## Classifiche
| Classifica (1992) | Massima posizione |
| ----------------- | ----------------- |
| Austria           | 14                |
| Francia           | 6                 |
| Germania          | 16                |
| Irlanda           | 21                |
| Italia            | 1                 |
| Svezia            | 26                |
| Spagna            | 1                 |